# Marphysa johnsoni
Marphysa johnsoni är en ringmaskart som först beskrevs av Langerhans 1880.  Marphysa johnsoni ingår i släktet Marphysa och familjen Eunicidae. Inga underarter finns listade i Catalogue of Life.